# الحصن المغولي
الحصن المغولي ويقع في مدينة الموصل وكان موضعه فوق التل الذي تقع عليه حمام السراي (حمام الحدباء لاحقاً)، ولم يزل الشارع الذي تحت هذا التل والمؤدي من الشارع المسمى بشارع نينوى (قرب السرجخانه) إلى جامع النوري يسمى زقاق الحصن أو الجولاق (التشولاق) وهو اسم مغولي يعني (مقطوع اليد). ويسميه أهل محلة الجولاق «الشارع التحتاني» لأنه يمر من تحت الحصن.

## نبذة تاريخية
كان سقوط الدولة الأتابكية سنة (660ه‍/1261م)، فتولى إدارة الموصل المغول، ثم التركمان، وكانت فترة حكمهم من أتعس الفترات التي مرت على مدينة الموصل، إنتشرت وقتهم الأوبئة والمجاعات، ومات الكثير من سكانها، وهدمت أكثر مرافقها العمرانية، فهاجر الكثير من سكانها إلى سوريا ومصر، فتقلصت المدينة عما كانت عليه.ومن النكبات الكبيرة التي دهمتها هي في سنة (832ه‍/1429م) على يد أصبهان بن قره يوسف فأنه خرب المدينة، ونزح اهلها عنها، وصارت منزلاً للغربان. وعلى هذا فقد إتخذ الحكام لهم (حصناً) في وسط المدينة، على الأرض المرتفعة التي تقع عليها حمام السراي وما يجاورها شمالاً إلى قرب باب النبي. وقد اقيمت في هذا الحصن المرافق التالية:
1. السراي: ويقع عل الأرض التي تقع عليها ((حمام السراي))، في الوقت الحاضر، يشرف على زقاق الحصن.
2. مسجد السراي: وهو الذي يعرف اليوم باسم (مسجد حمام السراي) كان يقابل السراي، يفصل بينهما فسحة لم تزل موجودة على حالها، وتعرف باسم (حضيرة حمام السراي).
3. الست نفيسة: كانت مدرسة أو خانقاه تجاور مسجد السراي. يحيط بهما شوارع من جهاتهما الأربعة، تفصلهما عمت يجاورهما من الدور.
4. دور الجيش والموظفين: كانت موجودة في الأرض الممتدة من مسجد السراي إلى قرب باب النبي. وان الشارع الذي يتفرع من شارع نينوى قرب السراجخانه ويمتد إلى الجامع النوري يسمى (زقاق الحصن) لانه يمر تحت الحصن المذكور، ويسميه أهل محلة (الجولاق) (الشارع التحتاني). على هذا الشارع في لحف الحصن كان المسجد الجامع، الذي يسمى (جامع زقاق الحصن).

ويتفرع من (زقاق الحصن) زقاق اصغر منه، يقع بين الجامع وبين (مقهى زقاق الحصن)، يتجه شرقاً، وبعد خمسة عشر متراً ينحرف إلى الشمال، حتى ينتهي إلى الفسحة (الحضيرة) التي بين السراي، ومسجد السراي، وهذا الشارع الصغير كان الباب الرئيس للحصن، الذي كان يؤدي إلى (جامع الجمعة)، وإلى زقاق الحصن، الذي كان أحد شوارع المدينة.

## المحلات
بعد تأسيس الحصن، أخذ السكان يتجمعون حوله، فنشأت بعض الأحياء (المحلات) حوله، ولها أسماء تركمانية متل:
- محلة السرجخانة
- محلة الجولاق
- محلة السراي
- محلة زقاق الحصن
- محلة نقشلى حمام (حمام المنقوشة)
- محلة شهر سوق
- محلة محلة التركمان وتسمى اليوم (محلة الخاتونية).

## الأسواق
- سوق السرجخانة: وهو الذي يعمل به السروج ولوازم الخيل.
- شهر سوق: وهو معروف منذ القرن الرابع الهجري، وبعد خراب أكثر أحياء الموصل هجر وخرب، وبعد تعمير الحصن، عمر مرة أخرى.
- السوق الصغير:

وهو من الأسواق التي أعيدت عمارتها في العصر المغولي ولا يزال عامراً.
- سوق القصابين: يقع عل يسار الذاهب من (الساعة) إلى (المستشفى الملكي) في شارع الفاروق، فيجد ثلاثة تلول عليها دور معمرة في الوقت الحاضر وهي:

1. تل المنحر: وهو محل ذبح المواشي.
2. تل الكرش: حيث تباع به بقايا اللحوم.
3. تل الخنافس: حيث كانت تطرح عليه الأوساخ فتجتمع عليه الخنافس، فعرف التل بها.

- كانت اسواق الموصل في العهد الأتابكي حول الجامع النوري، فاعيد بناءها في العصر المغولي، ولا أثر لها اليوم.

اما قصر الإمارة (في العصر التركماني) فلم يكن داخل الحصن المذكور.